# 五日市剛
五日市 剛 (いつかいち つよし、1964年 - )は、工学博士。

## 人物
- 岩手県二戸市生まれ。

## 来歴
国立宮城高専を卒業後、豊橋技術科学大学に編入学し、同大学院博士後期課程を修了。
1988年からの2年間、米国マサチューセッツ工科大学（MIT）の材料科学工学科（Dept. of Materials Science & Engineering）にイリノイ州のThe Rotary International財団から奨学金を得て留学。留学中の研究成果は修士論文にまとめられたが、同時に北京での国際会議および米国の権威ある学術誌で発表され、注目される。その後、Mechanical Alloyingの研究などで多数の論文を発表し学位を取得。工学博士。1996年にAmerican Welding SocietyからWarren F. Savage Awardを受賞。
専門は「材料工学」、「表面改質工学」、「粉体工学」。
学位取得後、大手企業2社のエンジニアや研究員を経て、現在は会社経営および数社の技術顧問につく。
日本溶射学会の元理事。ASM International、日本金属学会、粉体・粉末冶金協会などの学術会員にもなっている。
以前は軽金属学会や高温学会にも所属していたが、業務変更と同時に両学会を退会した。

## 代表的な論文
執筆した学術論文は50以上あるが、その中で最も代表的なものは下記の通り。
- "Plasma Spray Joining of Al-Matrix Particulate Reinforced Composites" Welding Journal,(1993)
- "Characterization and Consolidation of Mechanically Alloyed Ni50Ti50 Powder Mixtures" Materials Science and Technology,(1993)
- "Mechanical Alloying of Al-Ti Powder Mixtures and their Subsequent Consolidation" Journal of Materials Research,(1993)
- "Phases Produced in Mechanically Alloyed Powders of Al-Ni-Ti" Scripta METALLURGICA et MATERIALIA,(1994)
- "Mechanically Alloyed Ni50Ti50 and its Transformation by Thermal Treatments" Journal of Materials Science,(1994)

## 著書
- 「ツキを呼ぶ魔法の言葉」　五日市 剛 (原話)　(とやの健康ヴィレッジ)
- 「しあわせへの気づき」　五日市 剛 (著)　(とやの健康ヴィレッジ)
- 「なぜ、感謝すると うまくいくのか」　五日市 剛 (著)　(マキノ出版)
- 「運命が変わる 未来を変える」　五日市 剛, 矢山 利彦 (共著) （サンマーク出版）
- ムック「ツキを呼ぶ魔法の言葉」　五日市 剛, 他 (共著)　(マキノ出版)
- 「五日市剛の人間訪問　運命を変える言葉」　五日市 剛, 今野 華都子 (共著) (致知出版)
- ムック「ツキを呼ぶ魔法の言葉　ゴールドラッシュ！」　五日市 剛, 他 (共著) (マキノ出版)

その他、著名人との対談集や絵本などがある。